# Ceratonereis imperfecta
Ceratonereis imperfecta är en ringmaskart som först beskrevs av Gravier och Dantan 1934.  Ceratonereis imperfecta ingår i släktet Ceratonereis och familjen Nereididae. Inga underarter finns listade i Catalogue of Life.